# Orquesta Sinfónica de Puerto Rico
La Orquesta Sinfónica de Puerto Rico es la primera agrupación sinfónica de este país.
Su historia se comenzó a gestar en 1956, año en que el maestro catalán Pau Casals (exiliado de España tras la Guerra Civil Española) aceptó la invitación del gobierno para establecerse en el país del cual era originaria la familia de su madre, la mayagüezana Pilar Defilló.
La formación inaugura su andadura en 1958 con un concierto en Mayagüez dirigido por el propio Casals. Como solista se presentó José Figueroa, violinista que ya había triunfado en Europa y Estados Unidos y que sería desde entonces, y hasta 1990, concertino de la orquesta.

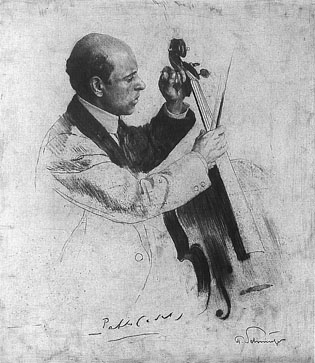
Pau Casals, fundador de la Orquesta Sinfónica de Puerto Rico, según grabado de Ferdinand Schmutzer.

Figuras destacables que han liderado a la orquesta a lo largo de su historia son Alexander Schneider, Juan José Castro, Víctor Tevah Tellias, Sidney Harth, John Barnett, Odón Alonso Ordás, Karl Sollak, Eugene Kohn y Guillermo Figueroa. El actual director titular es el maestro chileno Maximiano Valdés, que cuenta con la colaboración de Rafael Enrique Irizarry como director asociado.
La Sinfónica tiene una presencia activa en la vida musical del país a través de su serie anual de conciertos de abono, sus conciertos educativos y su colaboración con el Festival Casals de Puerto Rico, el Festival Interamericano de las Artes y las compañías de ópera y ballet. Ha sido la orquesta de Operalia (concurso de canto creado por Plácido Domingo) en 1999, y ha dejado su huella con actuaciones en el Caribe vecino, Centroamérica, Estados Unidos y España. 
En 2008, la orquesta celebró su cincuentenario inaugurando la Sala Sinfónica Pablo Casals, construida como parte del complejo cultural integrado por el Centro de Bellas Artes Luis A. Ferré y el Distrito Cultural de Santurce.